# Crassula phascoides
Crassula phascoides là một loài thực vật có hoa trong họ Crassulaceae. Loài này được (Griseb.) M.Bywater miêu tả khoa học đầu tiên năm 1985.